# FlixTrain
FlixTrain es un operador ferroviario filial de la empresa de movilidad Flix SE, que también es propietaria del operador de autobuses  FlixBus y complementa la red de autobuses con conexiones ferroviarias.
La empresa opera en estrecha colaboración con FlixBus, compartiendo sus canales de ventas, esfuerzos de marketing y recursos de planificación de redes. Durante 2018, FlixTrain lanzó sus operaciones en Alemania. En 2019, la empresa solicitó acceso a vías tanto en Suecia como en Francia en previsión de la próxima liberalización de la red ferroviaria europea durante el año siguiente. A mediados de 2022, FlixTrain había ampliado su red en Alemania para cubrir 70 destinos nacionales, también había lanzado servicios en Suecia y ofrecía una línea que terminaba en la estación fronteriza entre Suiza y Alemania de Basel Badischer Bahnhof.

## Historia
FlixTrain inició sus operaciones en 2018. Entre los primeros inversores clave de la empresa se encuentran HV Holtzbrinck Ventures, el Banco Europeo de Inversiones, la firma de capital de crecimiento General Atlantic y el inversor en tecnología Silver Lake.
A finales de 2017, una asociación entre FlixTrain y otro operador de acceso abierto, Hamburg-Köln-Express (HKX); aproximadamente seis meses después, los servicios HKX adoptaron la marca FlixTrain. Del mismo modo, el BahnTouristikExpress (BTE) también pasó a llamarse FlixTrain durante este tiempo. Tanto HKX como BTE tenían vínculos comerciales con la Corporación de Desarrollo Ferroviario Americana (RDC), que también trabajaba en asociación con FlixTrain. Sin embargo, el 20 de abril de 2020, se anunció que RDC y FlixTrain habían decidido interrumpir su asociación.
Durante 2017, FlixTrain formó una asociación con el operador checo de acceso abierto Leo Express para colaborar en servicios a lo largo de la ruta Stuttgart-Berlín. Sin embargo, a finales de 2021, se anunció que este acuerdo había finalizado debido a la suspensión temporal de FlixTrain como consecuencia de la pandemia de COVID-19.
En diciembre de 2020, FlixTrain presentó una denuncia formal ante la Comisión Europea sobre 5 mil millones de euros en ayuda estatal otorgada por el gobierno alemán a Deutsche Bahn, alegando un procedimiento inadecuado y la creación de condiciones anticompetitivas.

## Servicios
El 23 de marzo de 2018, el servicio inaugural de FlixTrain partió de Hamburgo a Colonia y los servicios programados comenzaron al día siguiente. El 26 de abril de ese año, en colaboración con Leo Express, FlixTrain lanzó su primer servicio en la ruta de Berlín a Stuttgart.

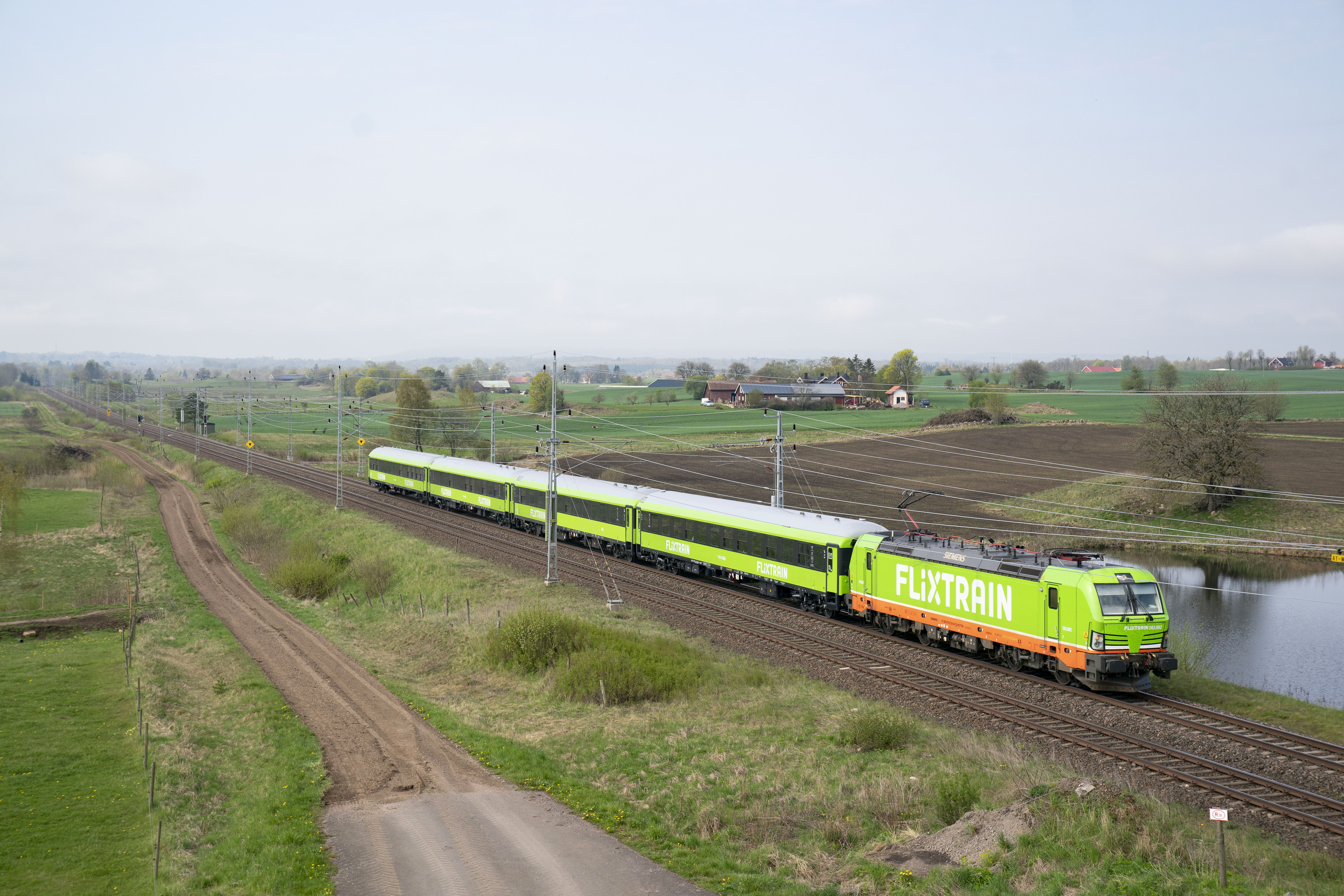
FlixTrain de Gotemburgo a Estocolmo Flemingsberg en mayo de 2021

FlixTrain añadió siete nuevos destinos a su red ferroviaria al inicio de un nuevo horario que entró en vigor el 15 de diciembre de 2019. Esto incluía un servicio Berlín - Stuttgart que también hizo escala en Leipzig, Halle (Saale), Érfurt, Gotha, Eisenach y Lutherstadt. También se añadió a la red Aquisgrán, al oeste de Colonia. Se planeó un nuevo servicio Hamburgo – Stuttgart para la primavera de 2020. A finales de 2019, FlixTrain anunció planes para lanzar su primer servicio fuera de Alemania a través de un nuevo servicio en Suecia, que cubrirá Estocolmo – Malmö y Estocolmo – Gotemburgo. Inicialmente previsto su lanzamiento durante el primer semestre de 2020, los servicios en Suecia comenzaron en asociación con el operador ferroviario con sede en Estocolmo, Hector Rail, el 6 de mayo de 2021.
Según el calendario de 2020 de FlixTrain, operaba trenes en tres rutas interurbanas de larga distancia, cada una con dos trenes por día. Sin embargo, el 20 de marzo de 2020, los servicios se suspendieron temporalmente en respuesta a la pandemia de COVID-19. Si bien se reanudaron las operaciones el 23 de julio, la empresa volvió a suspender todos sus servicios durante octubre de 2020 al inicio de la segunda ola de la pandemia; Durante la suspensión se decidió revisar el material rodante de FlixTrain. En abril de 2021, FlixTrain anunció el reinicio de sus operaciones durante el mes siguiente; desde el 20 de mayo estaban funcionando hasta cuatro servicios por día en sus rutas Berlín - Colonia y Hamburgo - Colonia.

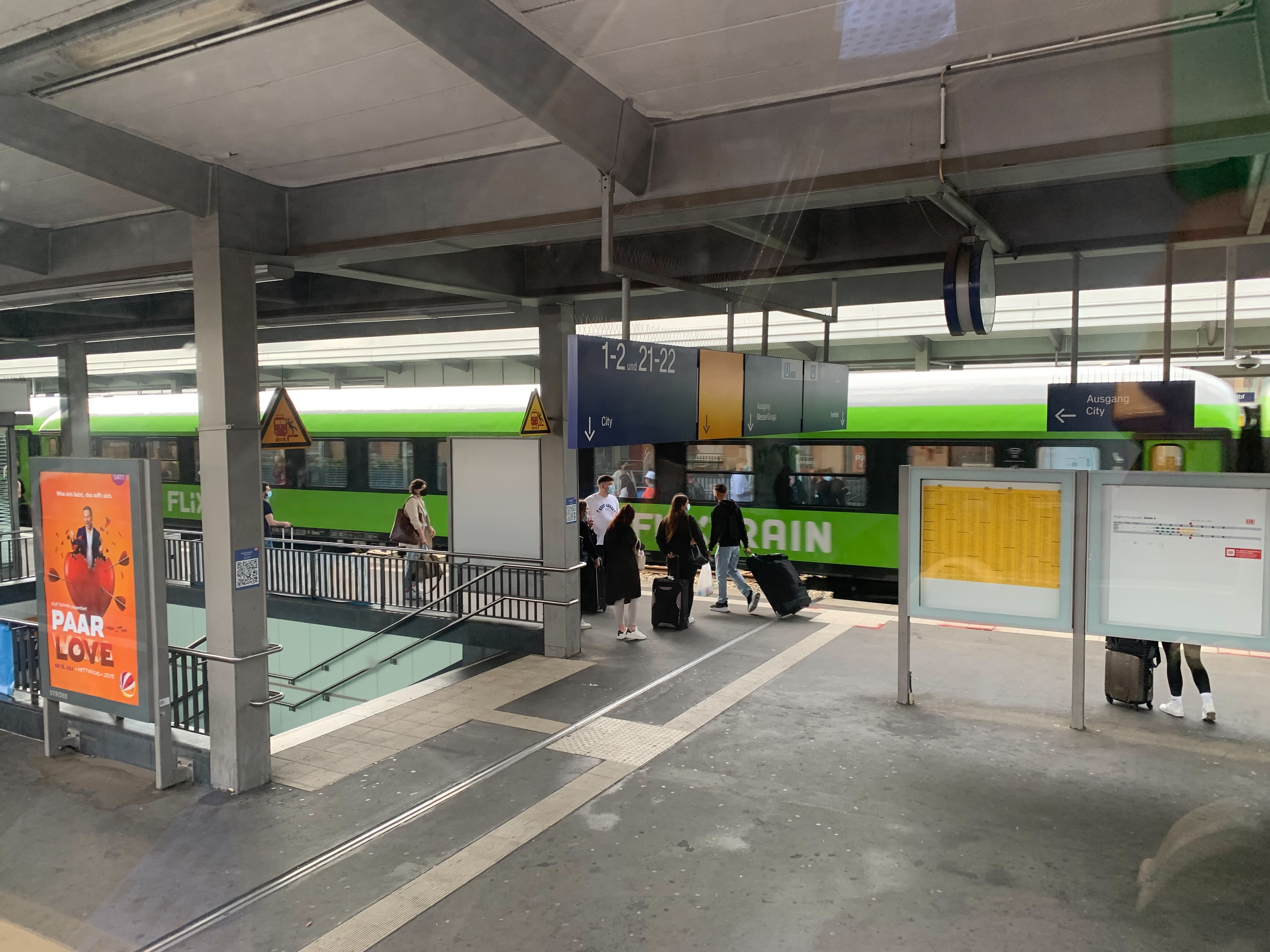
Un tren de FlixTrain en los andenes

A principios de 2021, la compañía decidió ampliar el número de servicios que operaría para incluir un nuevo servicio Hamburgo - Berlín - Leipzig, inaugurado el 27 de mayo, una ruta Múnich - Augsburgo - Wurzburgo- Aschaffenburg - Hanau - Fráncfort, inaugurada el 18 junio, y el primer tren cama de FlixTrain entre Hamburgo, Berlín y Múnich, lanzado el 17 de junio. FlixTrain señaló que estos nuevos servicios agregaron 16 ciudades y pueblos a su red. Esta medida se produjo a pesar de una caída general en el tráfico de pasajeros como consecuencia de la pandemia; se especuló que esta expansión había sido alentada, al menos en parte, por la eliminación anunciada por el gobierno alemán de las tarifas de acceso a las vías para 2020 y 2021.
En mayo de 2022, la compañía anunció la incorporación de tres nuevas rutas, incrementando su red en 12 destinos, ampliándose a un total de 70 destinos dentro de Alemania; Además, también se incrementó la frecuencia del servicio en las rutas existentes Múnich - Colonia - Hamburgo y Hamburgo - Berlín - Leipzig. Quizás la parte más destacada de este anuncio fue el lanzamiento pendiente del primer servicio transfronterizo de Flixtrain, entre Berlín y la ciudad suiza de Basilea; las operaciones comenzaron el 23 de junio de 2022.
Se ha planteado una mayor expansión del área operativa de FlixTrain a otros países. A finales de la década de 2010, se informó que se pusieron en marcha planes para expandirse al mercado francés, con una fecha de lanzamiento prevista para los servicios durante 2020 o 2021; sin embargo, estas ambiciones se pospusieron indefinidamente en abril de 2020; la compañía afirmó que este resultado se debió al alto costo de asegurar rutas en el país en comparación con otros mercados europeos. En 2023, FlixTrain solicitó ejecutar servicios internacionales entre Alemania y las ciudades holandesas de Arnhem, Utrecht, Ámsterdam y La Haya hasta Róterdam.

## Material rodante
FlixTrain no suele ser propietario del material rodante que opera. En cambio, la empresa decidió arrendar estos activos a otras empresas. El material rodante inicial de FlixTrain procedía de BahnTouristikExpress (BTE), aunque esta relación comercial llegó a su fin a principios de 2020. Otro proveedor de material rodante para la empresa es Talbot Services, con sede en Aquisgrán. Según se informa, FlixTrain ha dispuesto que sus trenes funcionen exclusivamente con electricidad verde.
FlixTrain ha optado principalmente por rastrillos de coches de pasajeros de estándar UIC remolcados por locomotoras reacondicionadas arrastradas por locomotoras Siemens EuroSprinter y Siemens Vectron de tercera generación. Durante 2020, FlixTrain celebró un acuerdo de cooperación con la empresa europea de arrendamiento ferroviario Railpool; Según dos empresas, todos los autocares alquilados están equipados con asientos nuevos y cuentan con comodidades como baños modernizados, enchufes en cada asiento, tecnología Wi-Fi y sistemas de entretenimiento a bordo.
Durante febrero de 2022, se informó que el fabricante ruso Transmashholding (TMH) estaba en conversaciones con FlixTrain para el suministro de 65 juegos de vagones capaces de alcanzar velocidades de hasta 230 km/h; el acuerdo propuesto, valorado en mil millones de euros, consistía en depender de financistas externos para comprar el material rodante y luego arrendarlo a FlixTrain. Sin embargo, la invasión rusa de Ucrania en 2022 hizo que el acuerdo propuesto fuera inviable[20] y llevó a la empresa a investigar opciones alternativas.